# 나석호
나석호(羅碩昊, 1934년 7월 12일~2011년 10월 31일)는 대한민국의 판사 출신 정치인이다. 제8·11·12대 국회의원을 지냈다. 본관은 금성이며, 광주광역시 출신이다.

## 학력
- 나주초등학교 졸업
- 광주고등학교 졸업
- 서울대학교 법과대학 졸업

## 경력
- 제10회 고등고시 행정, 사법 양과합격
- 서울고등법원 판사
- 변호사(법무법인 사람 대표변호사)
- 민주정의당 정책위원회 의장, 중앙의원
- 민주정의당 전남지부위원장, 국책평가위원
- 국회 한,세네갈 친선협회 회장
- 국회 조찬기도회장
- 국회 법제사법위원회 위원장
- 한국복지재단(사회복지법인) 이사
- 사단법인 지하철 문화연구원 이사장

## 역대 선거 결과
|  | 50.59% |

|  | 25.30% |

|  | 27.16% |